# ویلیام فارنوم
ویلیام فارنوم (انگلیسی: William Farnum؛ ۴ ژوئیهٔ ۱۸۷۶ – ۵ ژوئن ۱۹۵۳) یک هنرپیشه اهل ایالات متحده آمریکا بود.

## بخشی از فیلم‌شناسی
- داستان دو شهر (۱۹۱۷)
- بینوایان (۱۹۱۷)
- ساده و بی‌آلایش (۱۹۱۸)
- دو-بری، بانوی عشق (۱۹۳۰)
- حقوق دریا (۱۹۳۲)
- فراطبیعی (۱۹۳۳)
- مخاطرات پائولین (۱۹۴۷)
- سامسون و دلیله (۱۹۴۹)